# Philodicus pruthii
Philodicus pruthii är en tvåvingeart som beskrevs av Stanley Willard Bromley 1935. Philodicus pruthii ingår i släktet Philodicus och familjen rovflugor. Inga underarter finns listade i Catalogue of Life.